# Paloma Roldán Ruiz
Paloma Roldán Ruiz (Lima, 1982) es una ambientalista, educadora ambiental peruana, diplomada en Enseñanza Ambiental para el Desarrollo Sostenible y directora de la ONG Ciudad Saludable.

## Biografía
Paloma Roldán Ruiz creció entre el barrio de Independencia y el distrito de Barranco en Lima, su padre era profesor de teatro y su madre ingeniera industrial (Albina Ruiz), comenzó sus estudios de primaria en un colegio privado y continuó su formación en el colegio público Antonio Encinas (JAE); el cambio de barrio, supuso para ella comenzar a aprender a vivir en comunidad y a conocer las bases de la democracia.
Su formación académica la ha realizado y completado en diferentes universidades, orientada en cada momento a su trayectoria profesional y social. Así pues, su primera carrera fue Pedagogía y su segunda formación fue terapeuta de artes expresivas; es Diplomada en Enseñanza Ambiental para el Desarrollo Sostenible de la Universidad de Querétaro - México; Diplomada en Relaciones Comunitarias y Responsabilidad Social de la Universidad ESAN, Perú; diplomada en “Terapia de Artes Expresivas” de TAE Perú; Master en Terapia de Artes Expresivas con especialidad en “Construcción de paz y transformación de conflictos” en la Escuela Europea de Graduados de Suiza; 

## Trayectoria
Paloma Roldán Ruiz es educadora, terapeuta de artes expresivas, artista, educadora ambiental, activista ambiental y feminista, su filosofía en defensa del medio ambiente y la tierra la ha hecho pensar en el presente y en el futuro, valorando que el compromiso lo es para con todas las generaciones, jóvenes y mayores. Como terapeuta de artes expresivas,  "busca la paz del ambiente y combinar espacios y disciplinas desde la gestión cultural y el arte" que intervengan en la construcción colectiva.
Ha desarrollado y aportado su experiencia de trabajo en proyectos de reciclaje inclusivo, economía circular, salud, arte, educación, género y comunicación ambiental en comunidades urbanas, rurales e indígenas en Perú, Brasil, Colombia, Guatemala, República Dominicana y Bolivia, y en la creación de valor compartido en alianzas público-privadas. 
Ha impartido cursos y conferencias sobre la valorización de residuos
Ha sido ejercido como Directora de Intervenciones Urbanas y Performance de Perú, Observatorio de Género Perú.

### Directora Ejecutiva de la ONG Ciudad Saludable
Paloma Roldán se inició desde muy  joven como voluntaria en la ONG Ciudad Saludable, fue voluntaria durante 6 años, implicándose cada vez más en la organización y pasando por distintos puestos hasta asumir la dirección ejecutiva en 2017. Ciudad Saludable es una organización dedicada a agrupar a los recicladores y conectar los sistemas de reciclaje con las cadenas de valor de la empresa, donde los recicladores son la base del esquema de economía circular que se viene implementado en el país, se ha generado un empleo verde que ayuda a reducir la contaminación .
En Perú el reciclaje es femenino, son las mujeres las que mayoritariamente han ocupado estos puestos de trabajo en el reciclaje, lo que les ha permitido sacar adelante a sus familias, ser independientes, liderar y concienciar de la necesidad de la práctica del reciclaje,